# قائمة الطوائف الميثودية
هذه قائمة بالطوائف الميثودية، قد لا تكون القائمة شاملة، ولكنها تهدف إلى أن تكون نظرة عامة يمكن الوصول إليها للتنوع والنطاق العالمي للمنهجية المعاصرة.

## القائمة

### أفريقيا
- الكنيسة الميثودية الأفريقية، غرب أفريقيا
- الكنيسة الميثودية الأفريقية، زيمبابوي
- الكنيسة الأسقفية الميثودية الأفريقية، وسط أفريقيا
- كنيسة بانتو الميثودية بجنوب إفريقيا
- الكنيسة الميثودية النيجيرية
- الكنيسة الميثودية الكينية
- الكنيسة الميثودية غانا
- الكنيسة الميثودية بجنوب إفريقيا
- الكنيسة الميثودية في زيمبابوي
- الكنيسة الميثودية في توغو
- الكنيسة الميثودية البروتستانتية في بنين
- الكنيسة الميثودية البروتستانتية في كوت ديفوار
- الكنيسة المتحدة في زامبيا
- الكنيسة الميثودية المتحدة، وسط الكونغو
- الكنيسة الميثودية المتحدة في سيراليون
- الكنيسة الميثودية المتحدة، جنوب الكونغو

### آسيا
- كنيسة شمال الهند
- كنيسة باكستان

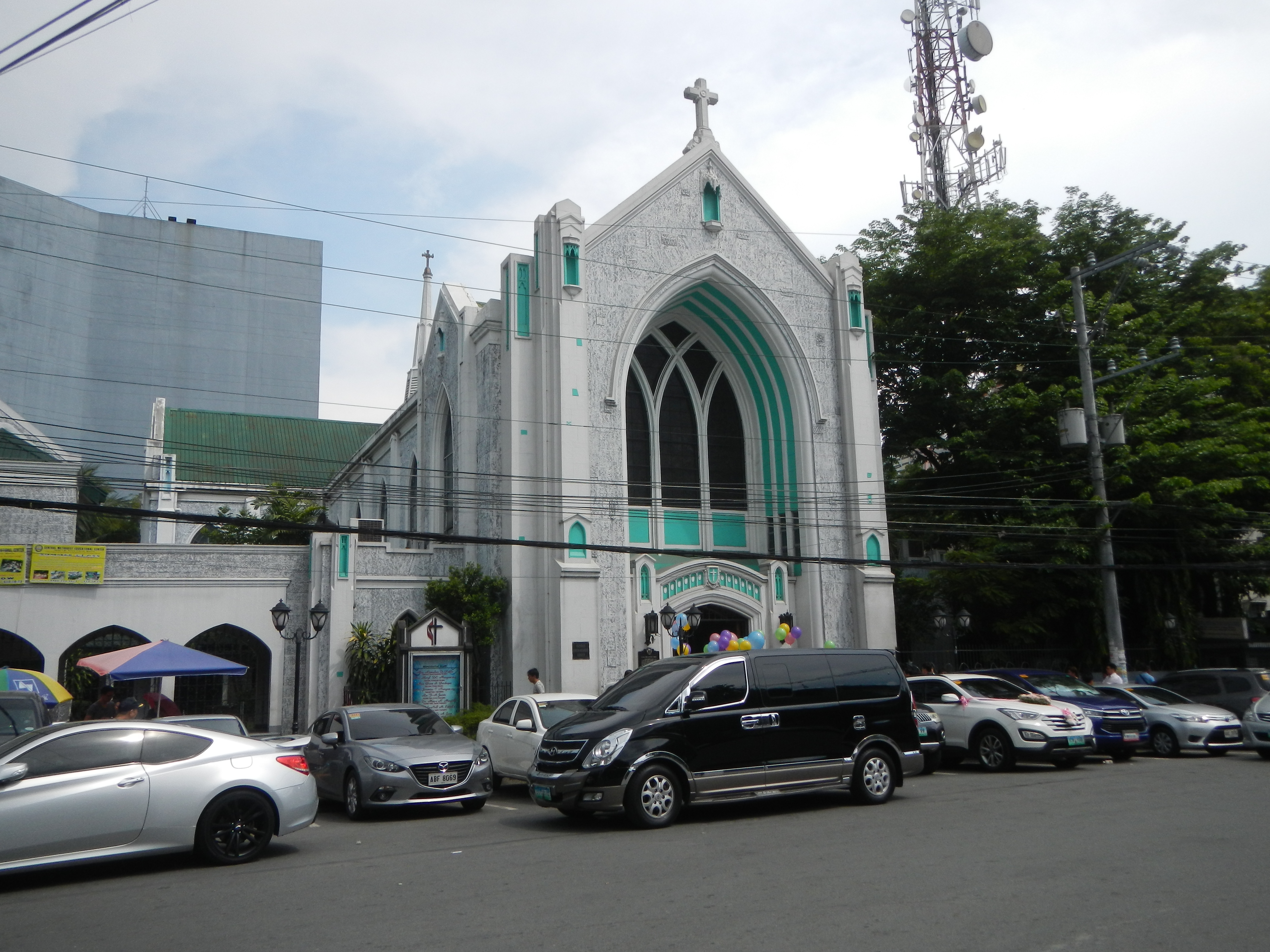
الكنيسة الميثودية المركزية المتحدة ، وهي كنيسة أبرشية تابعة للكنيسة الميثودية المتحدة في مانيلا.

- كنيسة جنوب الهند، منطقة بنغالور الأسقفية
- الكنيسة الميثودية الحرة، اليابان
- الكنيسة الميثودية الكورية
- الكنيسة الميثودية في بنغلاديش
- الكنيسة الميثودية لهونغ كونغ [1]
- الكنيسة الميثودية، تايوان.[2]
- الكنيسة الميثودية الحرة، تايوان.[3]
- الكنيسة الميثودية في الهند
- الكنيسة الميثودية في اندونيسيا
- الكنيسة الميثودية في سنغافورة
- الكنيسة الميثودية في ماليزيا
- الكنيسة الميثودية، ميانمار السفلى
- الكنيسة الميثودية، أعالي ميانمار
- الكنيسة الميثودية في سري لانكا
- كنيسة المسيح المتحدة في الفلبين
- كنيسة المسيح المتحدة في اليابان

### منطقة البحر الكاريبي
- الكنيسة الميثودية في كوبا
- الكنيسة الإنجيلية بجمهورية الدومينيكان [4]
- الكنيسة الميثودية في منطقة البحر الكاريبي والأمريكتين
- الكنيسة الميثودية، مؤتمر جزر البهاما (BCMC)
- الكنيسة الميثودية في بورتوريكو
- كنيسة كندا المتحدة، برمودا

### أوروبا

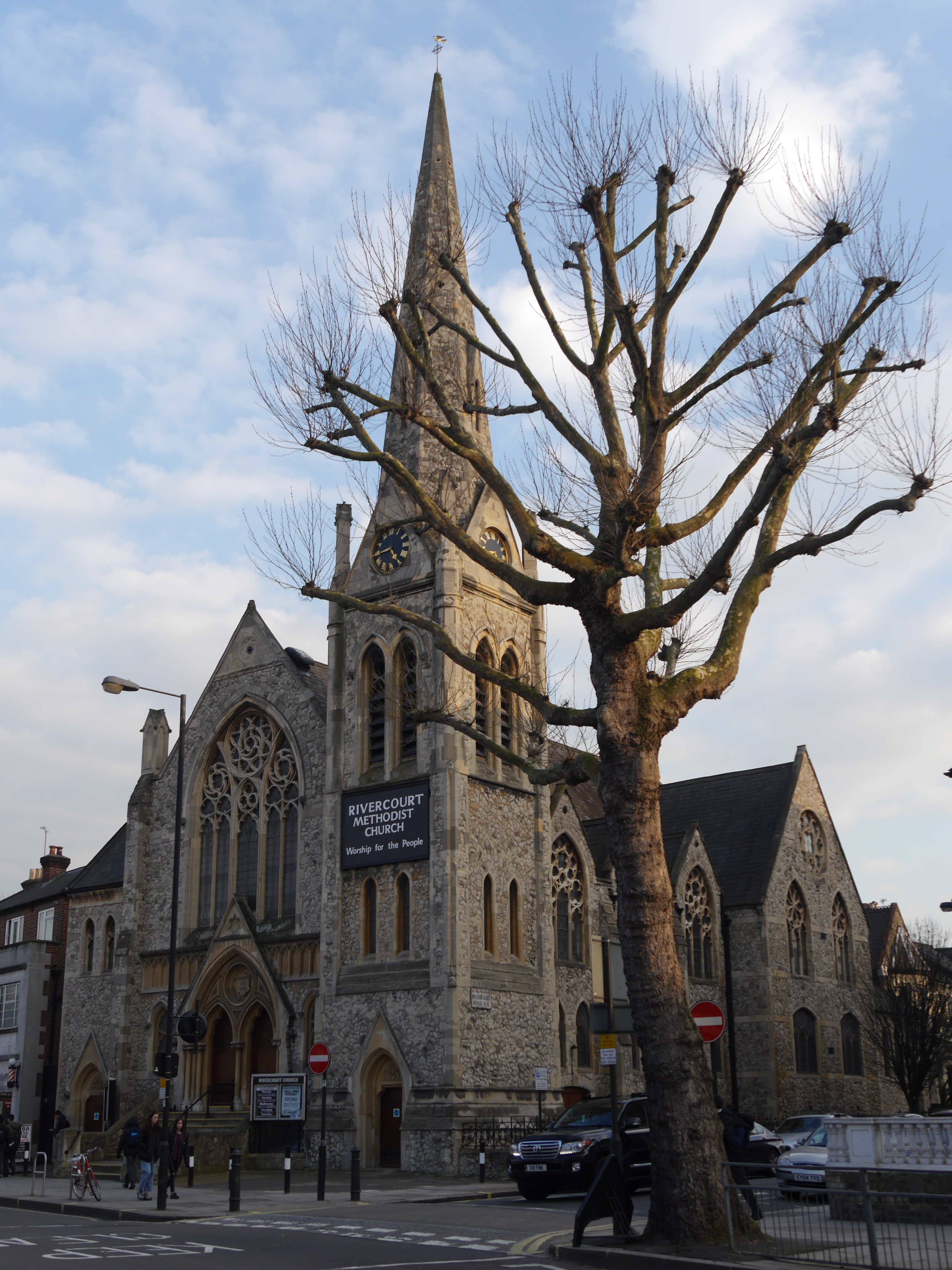
كنيسة ريفركورت الميثودية في لندن، وهي كنيسة محلية تابعة للكنيسة الميثودية في بريطانيا العظمى

- الكنيسة الميثودية الإنجيلية في البرتغال [5]
- زمالة الكنائس الميثودية المستقلة
- الميثودية المستقلة الارتباط
- الكنيسة الميثودية في أيرلندا
- الكنيسة الإنجيلية الميثودية في إيطاليا
- الكنيسة الميثودية لبريطانيا العظمى
- إسبانيا
  - Iglesia Evangélica Metodista Libre (إسبانيا)
  - Iglesia Evangélica Metodista Unida (إسبانيا)
  - Iglesia Evangélica Metodista (إسبانيا)
- الكنيسة الموحدة في السويد
- الكنيسة الميثودية المتحدة ، المؤتمرات الإقليمية الأوروبية
  - المؤتمر المركزي لأوروبا الوسطى والجنوبية [6]
    - الكنيسة الميثودية المتحدة في النمسا
    - الكنيسة الميثودية المتحدة في بلغاريا
    - الكنيسة الميثودية المتحدة في المجر

  - مؤتمر شمال أوروبا الوسطى للكنيسة الميثودية المتحدة
    - الكنيسة الميثودية المتحدة في إستونيا
    - الكنيسة الميثودية المتحدة في النرويج [7]
    - الكنيسة الميثودية المتحدة في الدنمارك
    - الكنيسة الميثودية المتحدة في لاتفيا
    - الكنيسة الميثودية المتحدة في ليتوانيا
    - الكنيسة الميثودية المتحدة في ألمانيا
    - الكنيسة الميثودية المتحدة في روسيا

  - اتحاد الكنائس الإنجيلية الميثودية في فرنسا
- الكنيسة البروتستانتية المتحدة في بلجيكا
- اتحاد الإصلاح ويسليان

### أمريكا الشمالية
- الكنيسة الأسقفية الميثودية الأفريقية
- الكنيسة الأسقفية الميثودية الأفريقية صهيون
- اتصال أليغيني ويسليان الميثودي (كنيسة ويسليان الميثودية) *
- رابطة الميثوديين المستقلين *
- كنيسة بيثيل الميثودية *
- اتصال الكتاب المقدس الميثودي للكنائس *
- الكنيسة التبشيرية الكتابية
- الكنيسة الأسقفية الميثودية المسيحية
- كنيسة الناصري
- الكنيسة الميثودية التجميعية *
- جمعية كنائس عمانوئيل *
- الكنيسة الإنجيلية الميثودية الأمريكية *
- الكنيسة الميثودية الإنجيلية *
- مؤتمر الكنيسة الميثودية الإنجيلية *
- الكنيسة الإنجيلية ويسليان *
- الكنيسة الميثودية التجميعية الأولى *
- الكنيسة الميثودية الحرة - أمريكا الشمالية
  - الكنيسة الميثودية الحرة في كندا
- المؤتمر الميثودي الأساسي *
- الكنيسة الميثودية العالمية *
- كنيسة عمانوئيل التبشيرية *
- الارتباط الميثودي للتحرير * [8][9]
- مؤتمر نهر الخشب للكنيسة الميثودية القداسة *
- الكنيسة الميثودية في المكسيك
- الكنيسة الميثودية البروتستانتية *
- الكنيسة التبشيرية الميثودية *
- الرابطة الوطنية للإنجيليين ويسليان *
- كنيسة عمود النار *
- الكنيسة الميثودية البدائية *
- الكنيسة الميثودية الجنوبية التجميعية *
- الكنيسة الميثودية الجنوبية *
- كنيسة كندا المتحدة
- الكنيسة الميثودية المتحدة، الولايات المتحدة
- كنيسة ويسليان

### أمريكا الجنوبية
- الكنيسة الميثودية الإنجيلية في الأرجنتين
- الكنيسة الميثودية الإنجيلية في بوليفيا
- الكنيسة الميثودية الإنجيلية في أوروغواي
- الكنيسة الميثودية في تشيلي
- الكنيسة الميثودية في كولومبيا.[10]
- الكنيسة الميثودية الإنجيلية في كوستاريكا
- الكنيسة الإنجيلية المتحدة، الإكوادور
- الكنيسة الميثودية الإنجيلية في بنما
- الجماعة الميثودية الإنجيلية - باراغواي
- الكنيسة الميثودية في بيرو

### أوقيانوسيا
- الكنيسة الميثودية الصينية في أستراليا
- كنيسة ويسليان الحرة، تونغا
- الكنيسة الميثودية في فيجي وروتوما
- الكنيسة الميثودية لنيوزيلندا
- توحيد الكنيسة في أستراليا

## أنظر أيضا
- قائمة الطوائف المسيحية

## روابط خارجية
- الكنائس الميثودية - مجلس الكنائس العالمي
- المجلس الميثودي العالمي - الرابطة العالمية للميثوديست ، ويسليان والكنائس الموحدة والمتحدة ذات الصلة
  - الكنائس الأعضاء - الطوائف المدرجة في هذه المقالة
- المجلس العام للوزارات العالمية - الكنيسة الميثودية المتحدة